# Ponte del Cavaliere
Ponte del Cavaliere è un ponte di Roma sul fiume Aniene attraversato da via della Tenuta del Cavaliere, tra Settecamini e Lunghezza, al confine con il comune di Guidonia Montecelio.

## Collegamenti
|  | È raggiungibile dalla stazione di Lunghezza. |